# 김석균 (1965년)
김석균(金錫均, 1965년 4월 20일 ~ )은 대한민국의 공무원이다.
1993년 제37회 행정고시에 합격하여 1994년부터 법제처에서 근무하다 1997년 2월 해양경찰 행정고시 특채 1호로 임용됐다. 2013년 3월 15일 해양경찰청장에 내정되었다.

## 생애
1965년 경상남도 하동에서 출생했다. 진주 동명고등학교, 한양대학교 행정학과를 졸업했다.
제37회 행정고시 출신으로 법제처 사무관으로 근무하다 1997년 해경에 경정으로 특채되었다.
해양경찰청 재직 중 ‘해양개발과 국제법(ODIL)’에 논문을 발표했고, 2005년 ‘아시아 해적 퇴치를 위한 다자간 협력 구축에 관한 방안’이라는 논문으로 한양대에서 박사학위를 받았으며, 2012년에는 중국 어선의 서해 불법 조업에 따른 문제점과 대책을 연구하여 학술지 ‘동아시아 국제법 연구(JEAIL·Journal of East Asia and International Law)’ 가을호에 ‘서해상 중국 어선의 불법 조업 실태’라는 제목의 논문을 실었다.
해양경찰청장 퇴임 후 한양대학교 공공정책대학원에서 초빙교수로 강의하였다.

### 주요 경력
- 1993 : 제37회 행정고시 합격
- 1994.04 ~ 1997.02 : 법제처 사무관
- 1996.02 : 해양경찰청
- 1997.02 ~ 1998.02 : 해양경찰청 기획과 법무계장
- 2001.05 ~ 2003.02 : 해양경찰청 국제과 국제협력계장
- 2003.02 ~ 2004.02 : 해양경찰청 발전기획단 근무
- 2003.04 ~ 2004.02 : 해양경찰청 기획과장
- 2003.12 : 해양경찰청 총경
- 2004.02 ~ 2005.01 : 해양경찰청 국제과장
- 2005.01 ~ 2006.01 : 완도해양경찰서 서장
- 2006.01 ~ 2007.12 : 해양경찰청 재정기획담당관
- 2006.02 ~ 2009.02 : 동국대학교 겸임교수
- 2006.12 ~ 2007.12 : 미국 듀크대학교 객원연구원
- 2007.12 ~ 2008.03 : 해양경찰청 국제협력담당관
- 2008.03 ~ 2008.12 : 해양경찰청 전략사업과장
- 2008.12 : 해양경찰청 경무관
- 2008.12 ~ 2009.04 : 해양경찰청 장비기술국장
- 2009.02 ~ 2009.08 : 건국대학교 겸임교수
- 2009.05 ~ 2010.01 : 해양경찰청 경비구난국장
- 2010.01 ~ 2010.10 : 남해지방해양경찰청장
- 2010.10 : 해양경찰청 치안감
- 2010.10 ~ 2012.07 : 해양경찰청 기획조정관
- 2012.07 ~ 2013.03 : 해양경찰청 차장
- 2013.03 ~ 2014.11 : 해양경찰청장
- 2022.03 ~ : 한서대학교 해양경찰학과 교수
- 2022 ~ : 법무법인(유한) 대륙아주 고문

## 세월호 구조 실패 업무상 과실치사 논란
2020년 2월 18일 대검찰청 세월호 참사 특별수사단은 김석균을 업무상과실치사, 업무상과실치상 죄로 불구속 기소하였다.
검사는 김석균이 해양경찰청 차장, 해양경찰청 경비안전국장, 서해지방해양경찰청장, 목포해양경찰서장, 목포해양경찰서 123정장 등과 공동하여, 2014년 4월 16일 세월호 현장상황을 제대로 파악 지휘 통제하여 즉각적인 퇴선유도 및 선체진입 지휘 등을 통해 최대한 인명을 구조해야 하는 업무상 주의의무를 위반하여 세월호 승객 303명을 사망에 이르게 하고, 142명을 상해에 이르게 하였다고 공소 제기하였다.
서울중앙지법 형사합의22부(양철한 부장판사)는 15일 업무상 과실치사·상 혐의로 기소된 김 전 청장에게 무죄를 선고했다.
2023년 2월 7일 항소심 재판부 서울고법 형사2부는 김석균에게 무죄를 선고한 원심판결을 유지했다.

## 학력
- 1984년 : 진주동명고등학교 졸업
- 1990년 : 한양대학교 행정학 학사
- 1994년 : 서울대학교 대학원 행정학 석사
- 2001년 : 인디애나 대학교 대학원 행정학 석사
- 2005년 : 한양대학교 대학원 행정학 박사